# Parasemia plantaginis
Hổ gỗ (Parasemia plantaginis) là một loài bướm đêm thuộc phân họ Arctiinae, họ Erebidae. Nó được tìm thấy ở miền Cổ bắc.

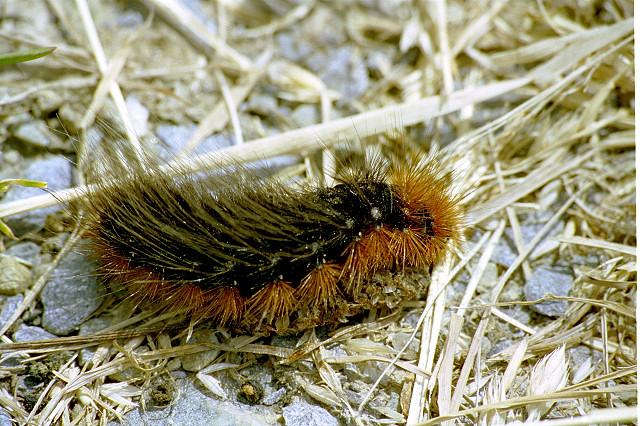
Sâu bướm

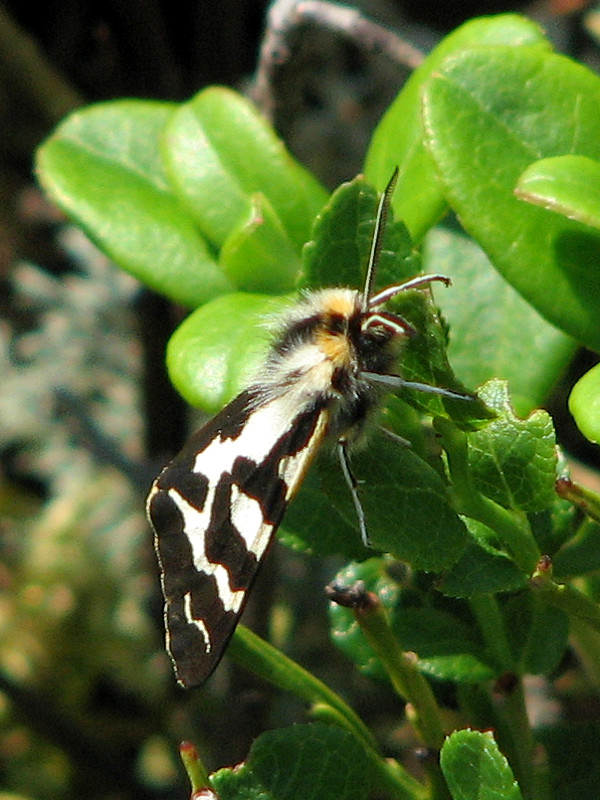

Sải cánh dài 32–38 mm. Con trưởng thành bay từ tháng 6 đến tháng 7 tùy theo địa điểm.
Ấu trùng ăn Plantago, Hawkbit, Hawkweed và các loại cây thấp khác.

## Hình ảnh

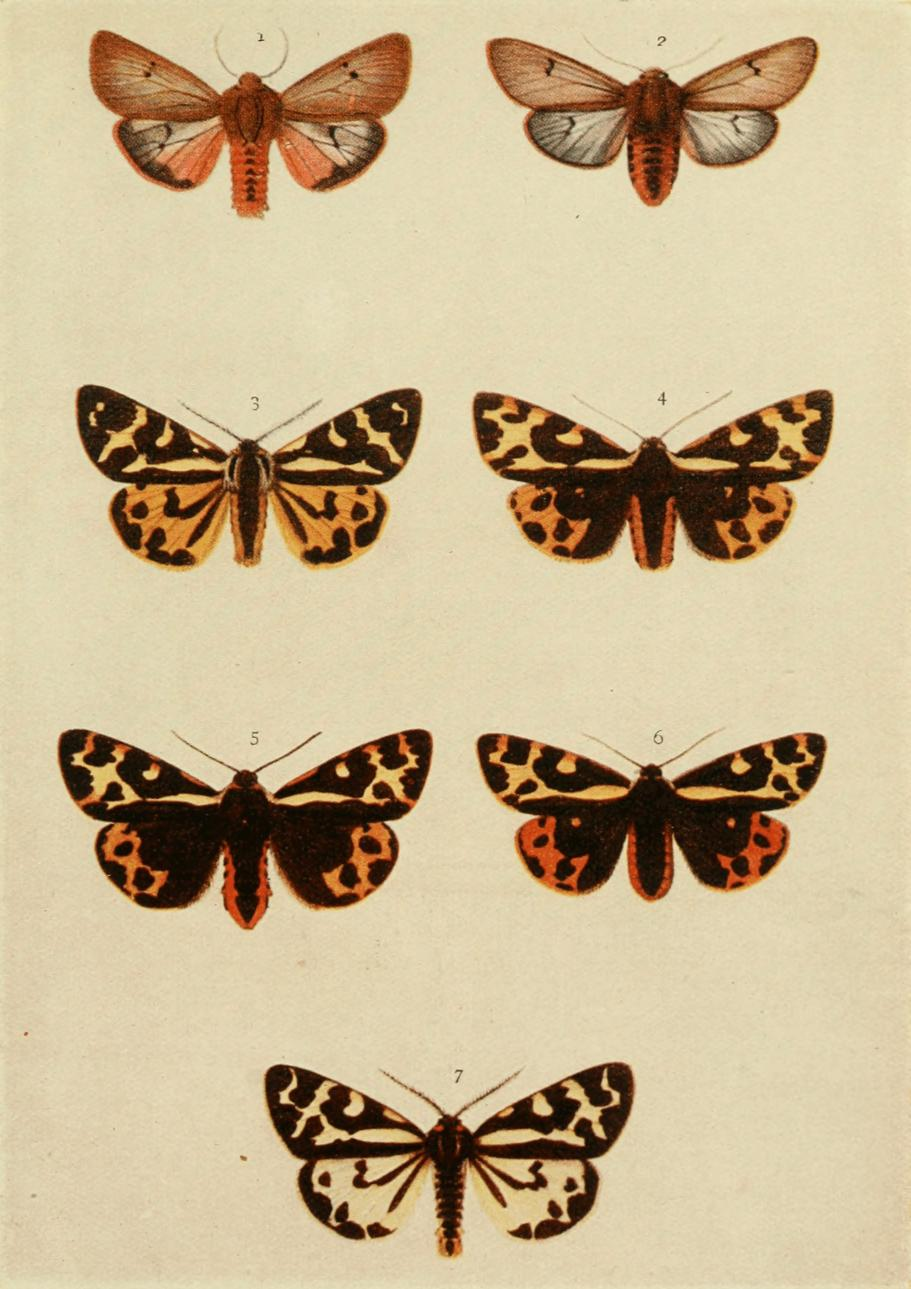
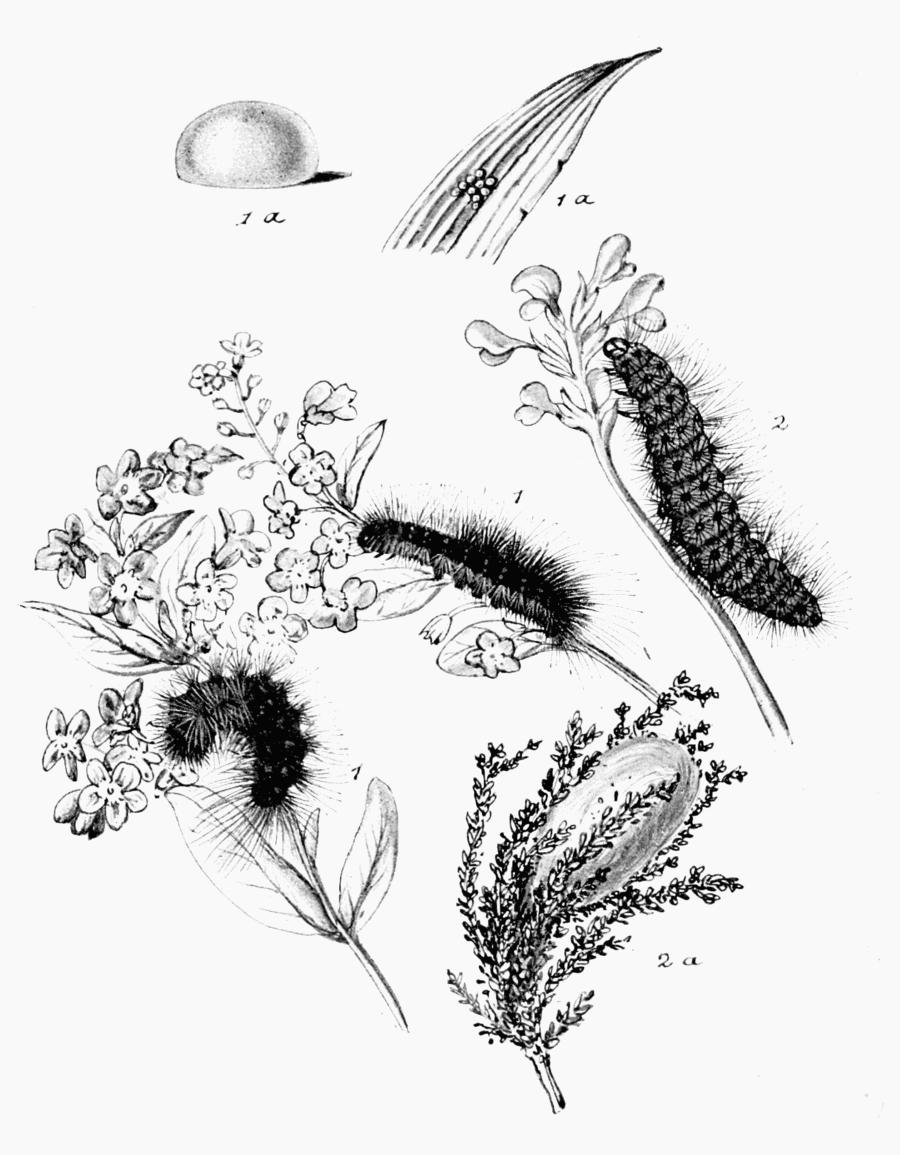
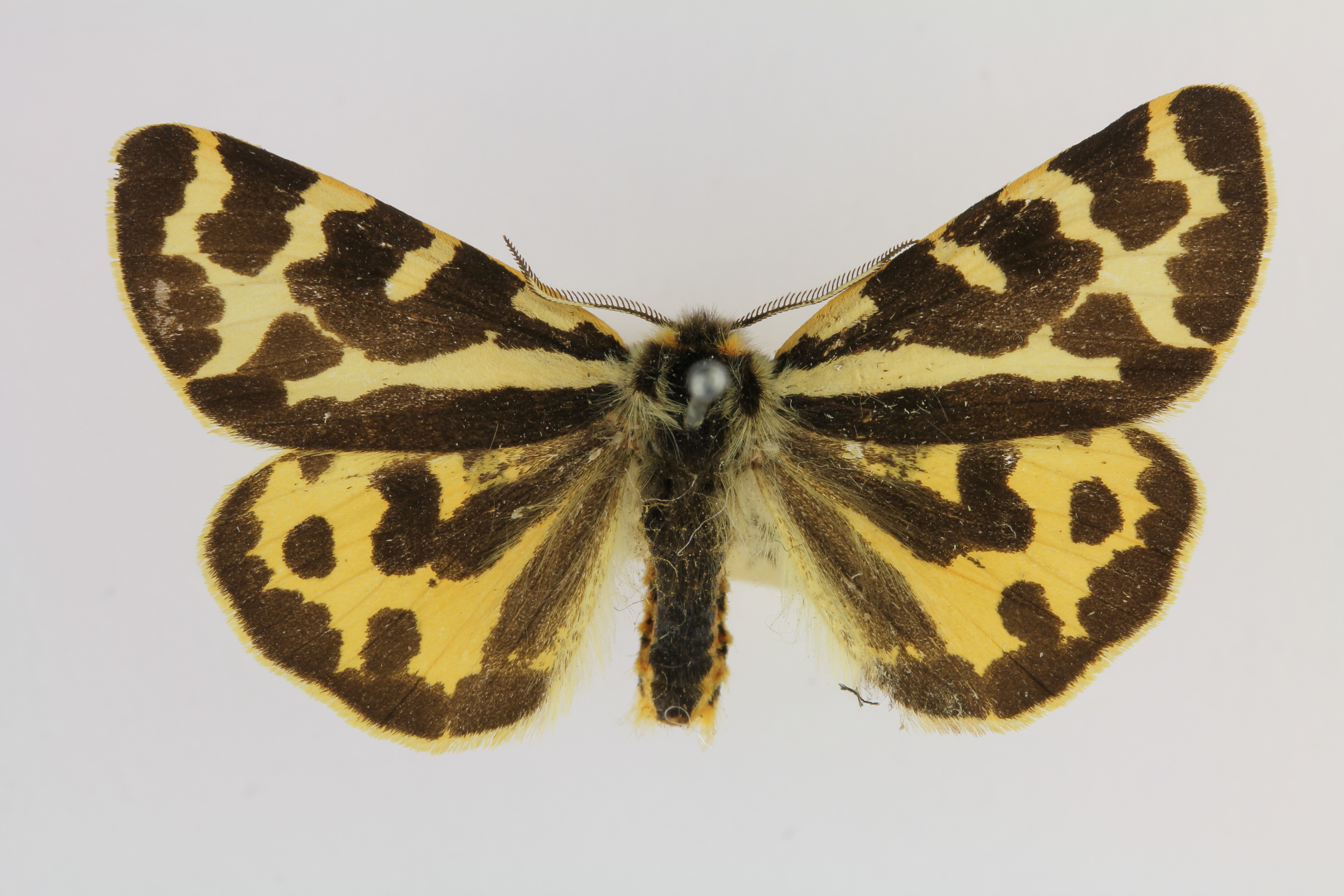
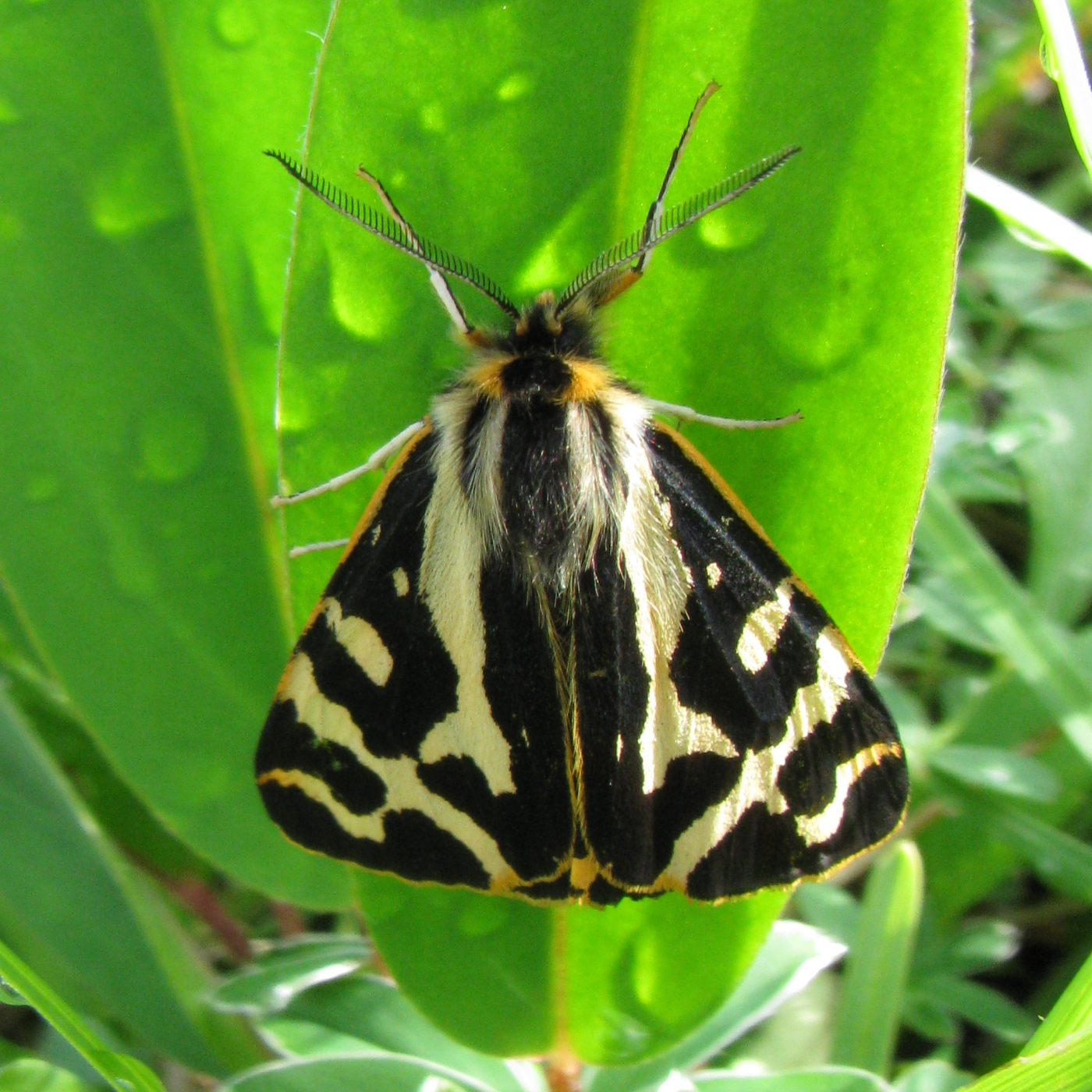